# Sarracenia popei
Sarracenia popei är en flugtrumpetväxtart som beskrevs av Hort. och Masters. Sarracenia popei ingår i släktet flugtrumpeter, och familjen flugtrumpetväxter. Inga underarter finns listade i Catalogue of Life.